# Гавірате
Гавірате, Ґавірате (італ. Gavirate) — муніципалітет в Італії, у регіоні Ломбардія, провінція Варезе.
Гавірате розташоване на відстані близько 540 км на північний захід від Рима, 60 км на північний захід від Мілана, 10 км на захід від Варезе.
Населення — 9331 особа (2014).
Щорічний фестиваль відбувається 27 грудня. Покровитель — San Giovanni Evangelista.

## Демографія
Населення за роками:

Станом на 1 січня 2023 року в муніципалітеті офіційно проживали 573 іноземці з 69 країн, серед них 156 громадян країн Євросоюзу та 36 громадян України.

## Сусідні муніципалітети
- Барассо
- Барделло
- Безоццо
- Б'яндронно
- Кашаго
- Коккуїо-Тревізаго
- Комеріо
- Кувіо
- Варезе